# Eixample de Vilobí
L'Eixample de Vilobí és una obra del municipi de Vilobí d'Onyar (Selva) format per la plaça Nova i dues de les travessies, la d'en Nisso i la de l'antic cal Metge, que desemboquen a la plaça. Tant el conjunt com alguns edificis com els que estan situats al número 4-6 i el número 9, formen part de l'Inventari del Patrimoni Arquitectònic de Catalunya.
Es tracta de la part realitzada de l'eixample projectat al segle xix en els terrenys propers a l'església i el castell. La plaça és un espai obert de planta quadrada voltada per quatre vies de circulació. Les úniques parcel·les projectades edificades amb les directrius inicials, són les que s'obren a les dues trevesseres pel costat de llevant. La tipoligia constructiva és la de cases entre mitgeres de planta i dos pisos amb coberta a vessants a façanes i pati posterior. La façana principal consta de portal i obertures quadrangulars amb balcó de barana de ferro als pisos superiors. La façana posterior mostra galeries amb arcs.

## Història
A mitjan segle xix, per iniciativa de tres propietaris, en Ferrer Pagès, en Rodó i el comte de Solterra, senyor del castell, es dugué a terme a Vilobí un procés urbanitzador o eixample poc comú en una població rural. El procés va fer-se en tres etapes i amb un sistema d'establiment conegut com a emfiteusi, o sigui, cessió perpètua del terreny mitjançant el pagament d'una entrada i un cens anual al que n'era propietari.
L'eixample de Vilobí correspon a la tercera fase. L'existència d'un plànol de 1858, juntament amb altres documents, varen permetre a J.M. Puigvert d'analitzar amb profunditat aquest procés. La va realitzar el comte de Solterra en les terres anomenades la "Coromina gran del castell", actual plaça Nova, segons projecte de Francesc Barnoya, agrimensor de la ciutat de Girona. Els plànols, indiquen que es tractava d'un projecte ben concret, resultat d'una planificació de l'espai urbà basada en esquemes geomètrics i ortogonals, com correspon als eixamples vuitcentistes. El terreny es va dividir en 108 parcel·les de 5 m d'amplada per 20 m de llargada (96 m2). L'entrada estipulada per cada parcel·la era de 100 lliures. També es preveia el traçat dels nous carrers, força escassos i estrets.
La plaça Nova es va formar perquè sis de les parcel·les van ser adquirides per quatre particulars, Pere Cobarsí, Miquel Brugada, Antoní Cobarsí i Jeroni Martí que tenien parcel·les colindants, per crear-hi un espai públic.

## Edificis inventariats de la Plaça Nova

### Número 4-6

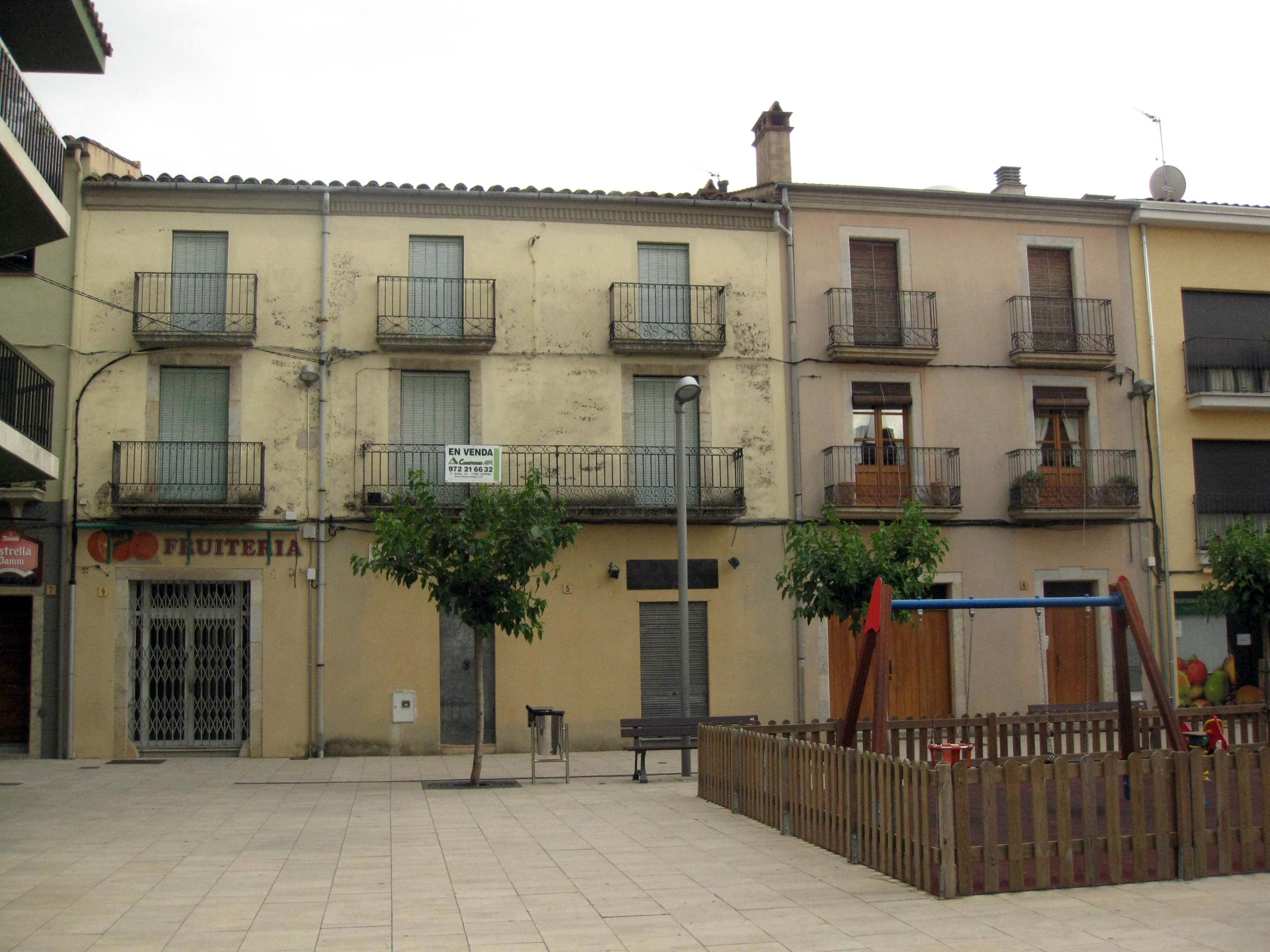
Habitatge a la plaça Nova núm. 4-6

L'habitatge situat al número 4-6 de la Plaça Nova de Vilobí d'Onyar és una obra inclosa en l'Inventari del Patrimoni Arquitectònic de Catalunya. Està situat a l'eixample del segle xix de la vila amb la façana orientada a la plaça Nova i el patí amb sortida al carrer Migdia. És un edifici entre mitgeres amb pati a la part posterior, de planta rectangular, tres pisos i coberta de dues vessants amb caiguda a façanes. La planta baixa ha sofert modificacions en les obertures i, dels tres portals rectangulars emmarcats en pedra només resta el de l'esquerra. El primer pis mostra tres obertures rectangulars emmarcades amb pedra que s'obren a un balcó corregut, al costat dret, i a un de simple, a l'esquerra. El pis superior mostra tres balcons, un per obertura rectangular senzilla. Les baranes són de ferro forjat.
La part posterior de l'edifici dona a una eixida i té una façana en força mal estat. A l'altura del primer pis hi ha una galeria d'arcs de mig punt parcialment tapiada. És una construcció senzilla típica de mitjans del segle xix en els nuclis urbans.
Aquests habitatges formen part de l'eixample vuitcentista projectat i parcialment realitzat a Vilobí d'Onyar. Per iniciativa del comte de Solterra, senyor del castell, en les terres dites la "Coromina gran del castell" es dissenya un projecte en què el terreny es divideix en 108 parcel·les per edificar-hi alhora que es preveia obrir nous carrers. Francesc Barnoya, agrimensor de la ciutat de Girona, aixecà els plànols l'any 1858.
La plaça Nova és el resultat de la iniciativa privada, ja que, Pere Cobarsí, Miquel Brugada, Antoni Cobarsí i Jeroni Martí, van adquirir sis de les parcel·les destinades a cases amb l'objectiu de fer-hi un espai públic i poder realitzar en millors condicions les seves pròpies activitats comercials des de les seves finques adjacents.

### Número 9

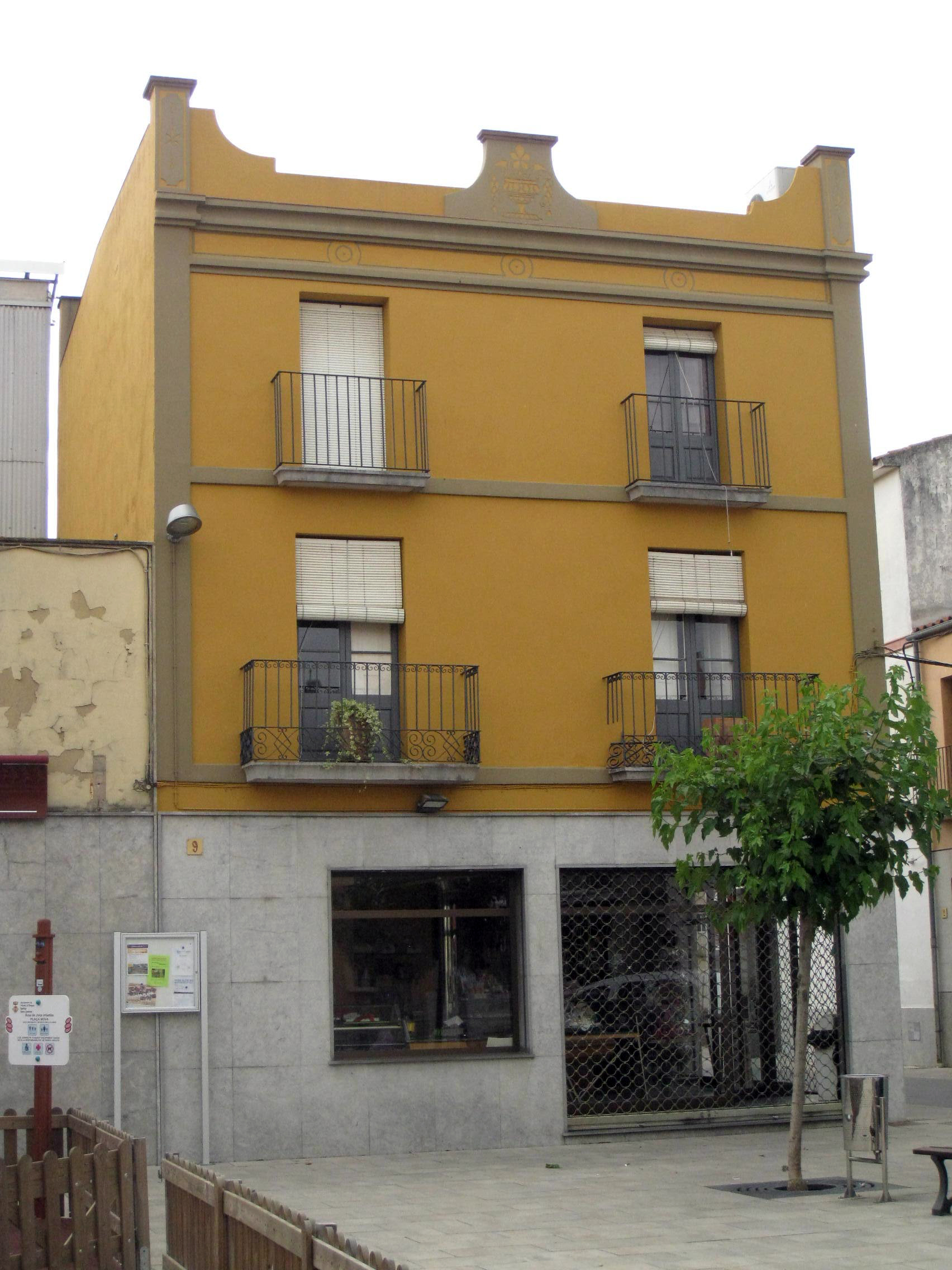
Habitatge del número 9 de la Plaça Nova.

L'habitatge situat al número 9 de la Plaça Nova de Vilobí d'Onyar és una obra inclosa en l'Inventari del Patrimoni Arquitectònic de Catalunya. És una casa cantonera de tres plantes amb façana orientada cap a la plaça. Malgrat tenir dues façanes obertes a l'exterior, només la de la plaça presenta obertures. A la planta baixa es troba la botiga, que ha estat reformada recentment obrint uns grans aparadors de vidre que desvirtuen l'edifici original, i l'obrador. Les dues plantes superiors, destinades a habitatges, presenten cadascuna dues obertures rectangulars simples que donen a dos balcons amb barana de ferro forjat. L'edifici està rematat per una cornisa amb esgrafiats decoratius als extrems i al centre. A la part del darrere hi ha una gran terrassa al primer pis i una de més petita al segon.
A la part baixa de la façana lateral hi ha un plafó de rajola vidriada amb la representació d'un flequer on hi ha escrit "Tosquigets", que són pastissets típics i originals del lloc, "Vilobí d'Onyar", "Forn de pa fundat per J. Molins l'any 1935" i "Pastisseria Noguera", que és el nom de l'establiment. Es tracta d'una edificació força senzilla, però amb un caràcter més urbà que rural força excepcional en un nucli com Vilobí d'Onyar.
L'edifici va ser construït dins del traçat de la parcel·lació feta en l'eixample de Vilobí d'Onyar projectat per Francesc Barnoya l'any 1858. El fet que l'espai públic de la plaça Nova no estigués previst, fa que les parcel·les de l'illa de cases on es troba aquest habitatge tingués les façanes orientades vers el carrer Madrenys. En el moment en què va ser bastit, però, ja existia aquest espai i lògicament la façana principal es va canviar d'orientació. Probablement data de principis del segle xx. La pastisseria Noguera que ocupa la planta baixa va ser fundada l'any 1935 per J. Molins.